# قاسم الزين
قاسم محمد الزين (من مواليد 2 ديسمبر 1990) هو لاعب كرة قدم لبناني يلعب كمدافع لنادي النجمة والمنتخب اللبناني. بدأ مسيرته المهنية عام 2011 في نادي النجمة، لعب أكثر من 100 مباراة في الدوري. وفي عام 2020 انتقل على سبيل الإعارة إلى نادي الميناء العراقي ونادي النصر الكويتي. وشارك لأول مرة مع منتخب لبنان في عام 2014، وكان جزءًا من تشكيلة كأس آسيا 2019.

## مهنة النادي

### الميناء
في 28 يناير 2020، إنتقل على سبيل الإعارة لمدة ثلاثة أشهر إلى نادي الميناء العراقي. ظهر لأول مرة في 17 فبراير 2020، ضد نادي نفط الجنوب في الجولة الأولى من الموسم. لعب أربع مباريات في الدوري مع الميناء. وألغي الموسم بسبب جائحة كوفيد -19.

### النصر
في 18 يونيو 2020، انتقل على سبيل الإعارة لمدة عام واحد إلى نادي النصر الكويتي. وظهر لأول مرة في 16 أكتوبر ضد نادي الشباب في دوري التصنيف بين الدوري الكويتي الممتاز وأندية الدرجة الأولى. ساعد فريقه على احتلال المركز الأول في مرحلة التصفيات. أول ظهور له في الدوري الكويتي الممتاز 2020–21 جاء في 22 يناير 2021، ضد نادي الشباب. وسجل هدفاً في 25 أبريل، ليساعد فريقه على الفوز بنتيجة 2-1 خارج أرضه على الفحيحيل. لينهي الموسم بـ17 مباراة بالدوري.

### النجمة
عاد إلى النجمة لموسم 2021–22، وجدد عقده في عام 2022.

## مهنة دولية

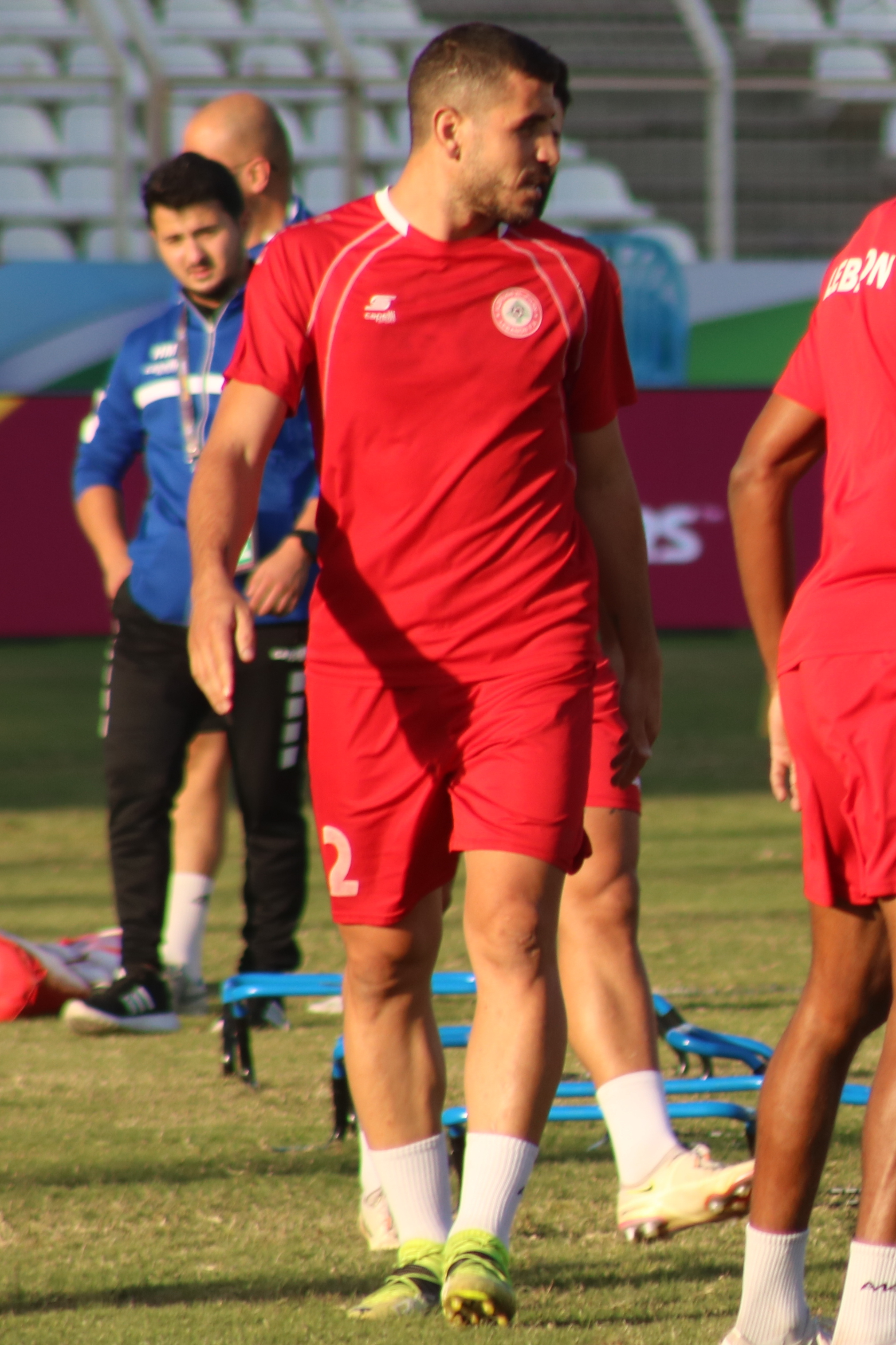
قاسم الزين يتدرب مع منتخب لبنان عام 2021

ظهر لأول مرة مع منتخب لبنان في 14 أكتوبر 2014، في مباراة ودية ضد المملكة العربية السعودية. وفي ديسمبر 2018، استدعي للمشاركة في كأس آسيا 2019، لعب مباراة في دور الجموعات ضد المملكة العربية السعودية. سجل هدفه الدولي الأول في مرمى الهند في 10 سبتمبر 2023، ليساعد لبنان على احتلال المركز الثالث في كأس الملك 2023.

### الاحصائيات
| الفريق الوطني | سنة     | الظهور | الأهداف |
| ------------- | ------- | ------ | ------- |
| لبنان         | 2014    | 1      | 0       |
| لبنان         | 2015    | 0      | 0       |
| لبنان         | 2016    | 0      | 0       |
| لبنان         | 2017    | 4      | 0       |
| لبنان         | 2018    | 7      | 0       |
| لبنان         | 2019    | 7      | 0       |
| لبنان         | 2020    | 0      | 0       |
| لبنان         | 2021    | 10     | 0       |
| لبنان         | 2022    | 3      | 0       |
| المجموع       | المجموع | 32     | 0       |

## الإنجازات

### النجمة[16]
- الدوري اللبناني الممتاز: 2013–14
- كأس الاتحاد اللبناني: 2015–16، 2021–22، 2022–23
- كأس النخبة اللبناني: 2014، 2016، 2017، 2018، 2021
- كأس السوبر اللبناني: 2014، 2016، 2023؛ المركز الثاني: 2021

### فردي
فريق الموسم في الدوري اللبناني الممتاز: 2018–19.

## روابط خارجية
- قاسم الزين على موقع إي إس بي إن إف سي (الإنجليزية)
- قاسم الزين على موقع قاعدة بيانات كرة القدم.إي يو (الإنجليزية)
- قاسم الزين على موقع ناشيونال فوتبول تيمز (الإنجليزية)
- قاسم الزين على موقع Soccerway.com (الإنجليزية)
- قاسم الزين على موقع عالم كرة القدم.نت (الإنجليزية)
- قاسم الزين على موقع كووورة

- قاسم الزين على فرق كرة القدم الوطنية.كوم
- اللاعب قاسم الزين على موقع كووورة.
- قاسم الزين في LebanonFG